# Cyrtoxipha pernambucensis
Cyrtoxipha pernambucensis is een rechtvleugelig insect uit de familie krekels (Gryllidae). De wetenschappelijke naam van deze soort is voor het eerst geldig gepubliceerd in 1920 door Rehn. Zoals de naam aangeeft, komt deze soort voor in de Braziliaanse deelstaat Pernambuco.